# Liste der Einträge im National Register of Historic Places im Henry County (Missouri)

Lage des Henry County in Missouri

Die Liste der Einträge im National Register of Historic Places im Henry County in Missouri führt die Bauwerke und historischen Stätten im Henry County auf, die in das National Register of Historic Places aufgenommen wurden.

## Legende
| NRHP | Historic Place    |
| HD   | Historic District |

## Aktuelle Einträge
| [ 3 ] | Name                                        | Bild | Eintragsdatum        | Lage | Ort      | Beschreibung |
| ----- | ------------------------------------------- | ---- | -------------------- | --- | -------- | ------------ |
| 1     | Anheuser-Busch Brewing Association Building |      | 1991 ID-Nr. 91001030 | 203 West Franklin Street 38° 22′ 15″ N, 93° 46′ 41″ W                                                                 | Clinton  |              |
| 2     | C. M. and Vina Clark House                  |      | 1997 ID-Nr. 96001598 | 704 California Avenue 38° 15′ 41″ N, 93° 59′ 9″ W                                                                     | Montrose |              |
| 3     | Clinton Square Historic District            |      | 2007 ID-Nr. 07000019 | Abgegrenzt durch Main Street, Washington Street Franklin Street und Jefferson Street 38° 21′ 59,8″ N, 93° 46′ 32,7″ W | Clinton  |              |
| 4     | William F. and Julia Crome House            |      | 1999 ID-Nr. 99000380 | 305 South 2nd Street 38° 22′ 3″ N, 93° 46′ 27″ W                                                                      | Clinton  |              |
| 5     | Judge Jerubial Gideon Dorman House          |      | 1983 ID-Nr. 83000992 | 302 West Franklin Street 38° 22′ 14″ N, 93° 46′ 47″ W                                                                 | Clinton  |              |
| 6     | Gustave C. Haysler House                    |      | 1995 ID-Nr. 95000859 | 301 South 2nd Street 38° 22′ 4″ N, 93° 46′ 27″ W                                                                      | Clinton  |              |
| 7     | St. Ludger Catholic Church                  |      | 1998 ID-Nr. 98000365 | Kreuzung von MO K und High Street 38° 17′ 26″ N, 94° 1′ 13″ W                                                         | Montrose |              |
| 8     | C. C. Williams House                        |      | 1982 ID-Nr. 82000584 | 303 West Franklin Street 38° 22′ 16″ N, 93° 46′ 46″ W                                                                 | Clinton  |              |